# Шарон-Спрінгс (Канзас)
Шарон-Спрінгс (англ. Sharon Springs) — місто (англ. city) в США, в окрузі Воллес штату Канзас. Населення — 751 особа (2020).

## Географія
Шарон-Спрінгс розташований за координатами 38°53′40″ пн. ш. 101°45′4″ зх. д. / 38.89444° пн. ш. 101.75111° зх. д. (38.894380, -101.751173).  За даними Бюро перепису населення США в 2010 році місто мало площу 2,34 км², уся площа — суходіл.

## Демографія
Згідно з переписом 2010 року, у місті мешкало 748 осіб у 327 домогосподарствах у складі 197 родин. Густота населення становила 319 осіб/км².  Було 407 помешкань (174/км²).
Расовий склад населення:
| - 94,5 % — білих - 0,4 % — корінних американців - 0,1 % — чорних або афроамериканців - 3,6 % — осіб інших рас |

До двох чи більше рас належало 1,3 %. Частка іспаномовних становила 5,7 % від усіх жителів.
За віковим діапазоном населення розподілялося таким чином: 25,5 % — особи молодші 18 років, 49,5 % — особи у віці 18—64 років, 25,0 % — особи у віці 65 років та старші. Медіана віку мешканця становила 45,3 року. На 100 осіб жіночої статі у місті припадало 95,3 чоловіків;  на 100 жінок у віці від 18 років та старших — 96,8 чоловіків також старших 18 років.
Середній дохід на одне домашнє господарство  становив 64 611 долар США (медіана — 33 417), а середній дохід на одну сім'ю — 109 717 доларів (медіана — 73 333). Медіана доходів становила 52 000 доларів для чоловіків та 32 344 долари для жінок. За межею бідності перебувало 9,4 % осіб, у тому числі 0,0 % дітей у віці до 18 років та 13,1 % осіб у віці 65 років та старших.
Цивільне працевлаштоване населення становило 292 особи. Основні галузі зайнятості: сільське господарство, лісництво, риболовля — 22,3 %, освіта, охорона здоров'я та соціальна допомога — 19,5 %, роздрібна торгівля — 15,4 %.